# Даниэлли, Саймон
Саймон Чарльз Джонатан Даниэлли (англ. Simon Charles Jonathan Danielli, родился 8 сентября 1979 года в Эдинбурге) — шотландский профессиональный регбист, выступавший за сборную Шотландии и различные британские клубы на позиции винга. В 2012 году объявил о завершении карьеры игрока.

## Ранние годы
Даниэлли родился в Эдинбурге и имеет итальянские корни. Саймон получил образование в Челтнемском колледже, а позже и в Тринити-колледже Оксфордского университета, за регбийную команду которого в 2000 году сыграл в матче со сборной Кембриджа. До 2003 года вызывался в различные молодёжные сборные Англии для участия в международных соревнованиях.

## Профессиональная карьера
Саймон начал свою клубную карьеру в английских клубах «Бристоль» и «Бат», но в 2004 году вернулся на родину, подписав контракт с «Бордер Рейверс». После того, как в 2007 году шотландский клуб прекратил своё существование, Даниэлли перешёл в «Ольстер». В составе ирландской команды регбист выходил в финал Кубка Хейнекен, самого престижного европейского турнира, в сезоне 2011/12. Матч был проигран «Ленстеру» со счётом 42:14, а Саймон в нём участия не принимал. Незадолго до финала он объявил о завершении своей профессиональной карьеры из-за травмы спины, а также заявил, что непременно будет поддерживать клуб с трибуны. За пять сезонов в стане ольстерцев Даниэлли провёл 78 игр, в которых занёс 26 попыток.
Регбист дебютировал за сборную Шотландии 23 августа 2003 года в матче против сборной Италии, в котором занёс попытку, а встреча закончилась со счётом 47:15 в пользу «чертополохов». Через две недели Даниэлли был вызван Ианом Макгиканом в состав сборной на чемпионат мира. На турнире регбист занёс три попытки. Первую на 80-й минуте матча со сборной Японии и всего спустя 30 секунд после выхода на замену, ещё две он приземлил в матче против США.
В последующие годы Даниэлли боролся за попадание в состав сборной с Крисом Патерсоном и братьями Ламонт и не был назван в числе тех, кто поедет на чемпионат мира 2007, хотя присутствовал в тренировочном составе. Саймон стал регулярным игроком основы в сезонах 2009 и 2010. В 2011 году он во второй раз в карьере отправился на чемпионат мира. На турнире регбист сделал дубль в матче со сборной Румынии. Встреча со сборной Англии 1 октября 2011 года стала для Даниэлли последней в составе «чертополохов».

## Личная жизнь
У Саймона и его бывшей жены Оливии трое детей. После развода Оливия подала на регбиста в суд за нападение. Бывший спортсмен работает консультантом по инвестициям в лондонской фирме Agathos Management, а также ведёт регбийные репортажи на BBC Radio Ulster.